# Dave Chadwick
David Vincent ("Dave") Chadwick (Manchester, 24 september 1930 - Mettet, 15 mei 1960) was een Brits motorcoureur. 

## Carrière
Hij begon deel te nemen aan internationale races rond 1954 op een Velocette KTT Special, geprepareerd door de dealer Reg Dearden uit Manchester.Hij nam deel aan de races om het wereldkampioenschap wegrace vanaf 1955. Hij behaalde daarin zeven podiumplaatsen maar won geen Grote Prijzen; zijn beste uitslagen waren de tweede plaats in de Ulster Grand Prix van 1957 in de 250cc-klasse en in de Isle of Man TT van 1958 in de 350cc-klasse.

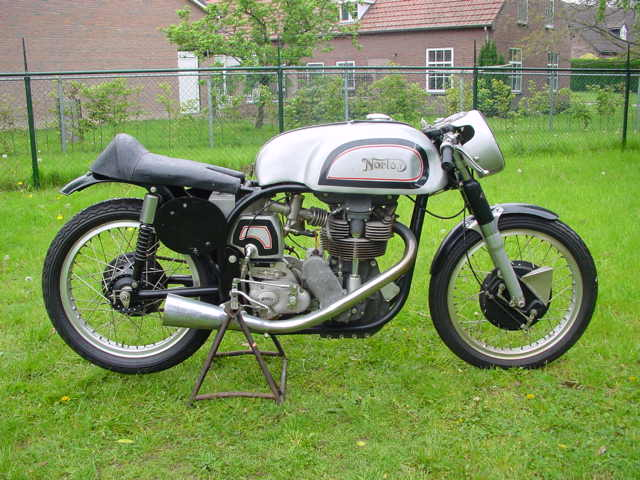
Norton Manx uit 1955

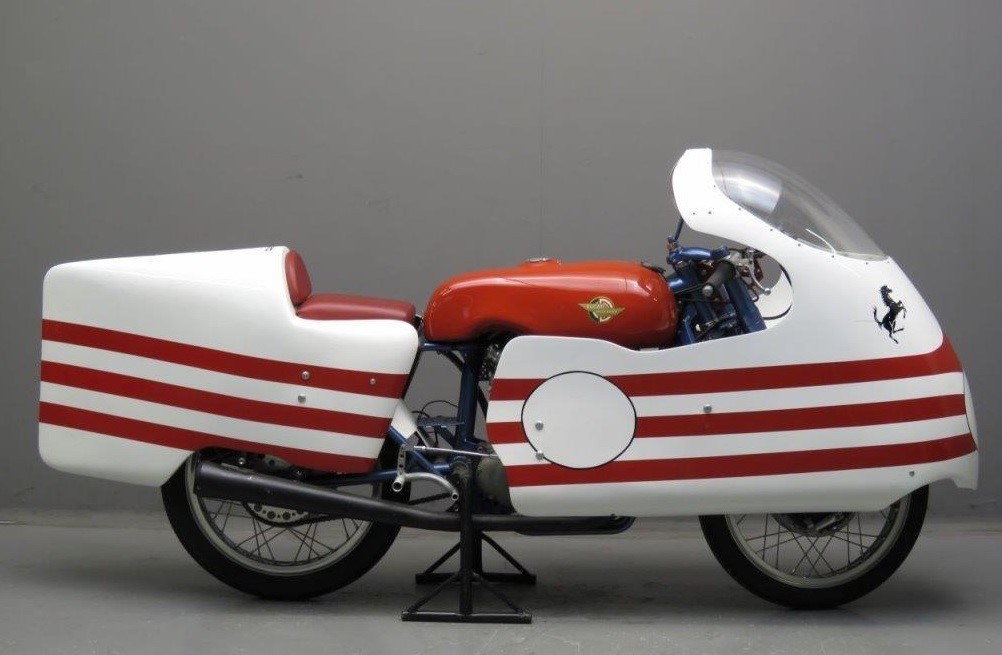
Ducati 125 Trialbero uit 1958

### 1955
In het seizoen 1955 debuteerde Dave Chadwick in het wereldkampioenschap wegrace met een vijfde plaats in de Lightweight TT van de TT van Man. 

### 1956
In het seizoen 1956 kreeg hij voor de TT van Man de beschikking over een fabrieks-MV Agusta 250 Bialbero, maar hij viel in de Lightweight TT uit. Voor de Ultra-Lightweight TT kreeg hij de door Herbert Lewis en Bob Foster gebouwde LEF 125, waarmee hij vijfde werd. Daarmee werd hij de enige coureur die met deze machine punten scoorde. 

### 1957
In het seizoen 1957 werd hij opnieuw door MV Agusta ingehuurd voor de TT van Man en voor de Ulster Grand Prix, ditmaal in de 125- en de 250cc-klasse. Vooral in UIster ging dat erg goed, met punten in drie klassen en zelfs een podiumplaats in de 250cc-race. 

### 1958
In het seizoen 1958 verscheen Dave Chadwick voor het eerst in GP's op het Europese vasteland. Dat kwam waarschijnlijk omdat Ducati hem daartoe in de gelegenheid stelde. Voor dat merk reed hij de 125 Trialbero naar de derde plaats in de TT van Man, maar hij scoorde ook punten in de TT van Assen, de Grand Prix van België, de Ulster Grand Prix (opnieuw derde) en de GP des Nations. Hij sloot dit seizoen af als vijfde in de eindstand van de 125cc-klasse. Hij nam echter ook zijn privé-Nortons mee naar de circuits. En de 350cc-klasse scoorde hij steeds punten als hij deelnam en daardoor sloot hij het seizoen af als vierde. 

### 1959
In het seizoen 1959 startte hij weer alleen in de TT van Man, waar hij de nieuwe MV Agusta 250 Bicilindrica naar de derde plaats reed en zijn 350cc-Norton naar de zesde plaats. In de Ultra-Lightweight TT kwam hij echter hard ten val, waardoor een armblessure opliep die hem belette het seizoen af te maken.

## Overlijden
Het WK-seizoen 1960 zou op 22 mei beginnen met de Franse Grand Prix. Voor Dave Chadwick begon het jaar goed: op 23 maart trouwde hij met Judy en hij had van Walter Kaaden een contract gekregen om naast Ernst Degner een gooi naar de 125- en 250cc-wereldtitels te doen met de Oost-Duitse MZ's.
Chadwick verongelukte echter op zondag 15 mei tijdens een 500cc-wedstrijd in Mettet (België). Hij leidde die wedstrijd, maar raakte op het rechte stuk de langzamere achterblijver Sid Sawford. Chadwick kwam met zijn hoofd op het asfalt en was vrijwel op slag dood. Sawford viel ook en brak een arm. Doordat beide machines in het publiek terecht kwamen raakte ook een aantal toeschouwers gewond, waarvan er een later ook overleed. 
Dave werd begraven op het kerkhof van St. Wilfrid's Church in Manchester. Een van de dragers van zijn kist was Mike Hailwood. 

## Wereldkampioenschap wegrace resultaten
| Jaar | Klasse | Team      | Motorfiets            | 1       | 2        | 3       | 4       | 5     | 6     | 7       | 8     | Punten  | Plaats | Wereldkampioen                                |
| ---- | ------ | --------- | --------------------- | ------- | -------- | ------- | ------- | ----- | ----- | ------- | ----- | ------- | ------ | --------------------------------------------- |
| 1955 | 250 cc | Privé     | RDS-Velocette         |         |          | IOM 5   | DUI -   |       | NED - | ULS -   | NAT - | 2       | 13e    | Hermann Paul Müller, NSU Sportmax             |
| 1955 | 350 cc | Privé     | Norton 40M            |         | FRA -    | IOM DNF | DUI -   | BEL - | NED - | ULS -   | NAT - | 0       | -      | Bill Lomas, Moto Guzzi Monocilindrica 350     |
| 1955 | 500 cc | Privé     | Norton 30M            | SPA -   | FRA -    | IOM 25  | DUI -   | BEL - | NED - | ULS DNF | NAT - | 0       | -      | Geoff Duke, Gilera 500 4C                     |
| 1956 | 125 cc | LEF       | 125                   | IOM 5   | NED -    | BEL -   | DUI -   | ULS - | NAT - |         |       | 2       | 16e    | Carlo Ubbiali, MV Agusta 125 Bialbero         |
| 1956 | 250 cc | MV Agusta | 250 Bialbero          | IOM DNF | NED -    | BEL -   | DUI -   | ULS - | NAT - |         |       | 0       | -      | Carlo Ubbiali, MV Agusta 250 Bialbero         |
| 1956 | 350 cc | Privé     | Norton 40M            | IOM 13  | NED -    | BEL -   | DUI -   | ULS - | NAT - |         |       | 0       | -      | Bill Lomas, Moto Guzzi Monocilindrica 350     |
| 1956 | 500 cc | Privé     | Norton 30M            | IOM 23  | NED -    | BEL -   | DUI -   | ULS 8 | NAT - |         |       | 0       | -      | John Surtees, MV Agusta 500 4C                |
| 1957 | 125 cc | MV Agusta | 125 Bialbero          | DUI -   | IOM DNF  | NED -   | BEL -   | ULS 4 | NAT - |         |       | 3       | 9e     | Tarquinio Provini, Mondial 125 Bialbero       |
| 1957 | 250 cc | MV Agusta | 250 Bialbero          | DUI -   | IOM 6    | NED -   | BEL -   | ULS 2 | NAT - |         |       | 7       | 8e     | Cecil Sandford, Mondial 250 Bialbero          |
| 1957 | 350 cc | Privé     | Velocette KTT Mk VIII | DUI -   | IOM DNF  | NED -   | BEL -   |       |       |         |       | 2       | 14e    | Keith Campbell, Moto Guzzi Monocilindrica 350 |
| 1957 | 350 cc | Privé     | Norton 40M            |         |          |         |         | ULS 5 | NAT - |         |       | 2       | 14e    | Keith Campbell, Moto Guzzi Monocilindrica 350 |
| 1957 | 500 cc | Privé     | Norton 30M            | DUI -   | IOM DNF  | NED -   | BEL -   | ULS - | NAT - |         |       | 0       | -      | Libero Liberati, Gilera 500 4C                |
| 1958 | 125 cc | Ducati    | 125 Trialbero         | IOM 3   | NED 5    | BEL 4   | DUI -   | ZWE - | ULS 3 | NAT 4   |       | 14 (16) | 5e     | Carlo Ubbiali, MV Agusta 125 Bialbero         |
| 1958 | 250 cc | MV Agusta | 250 Bialbero          | IOM DNF | NED -    |         | DUI -   | ZWE - | ULS 3 | NAT -   |       | 4       | 11e    | Tarquinio Provini, MV Agusta 250 Bialbero     |
| 1958 | 350 cc | Privé     | Norton 40M            | IOM 2   | NED -    | BEL 6   | DUI 3   | ZWE - | ULS - | NAT 5   |       | 13      | 4e     | John Surtees, MV Agusta 350 4C                |
| 1958 | 500 cc | Privé     | Norton 30M            | IOM 5   | NED DNF- | BEL DNF | DUI DNF | ZWE - | ULS - | NAT 6   |       | 3       | 15e    | John Surtees, MV Agusta 500 4C                |
| 1959 | 125 cc | MV Agusta | 125 Bialbero          |         | IOM DNF  | DUI -   | NED -   | BEL - | ZWE - | ULS -   | NAT - | 0       | -      | Carlo Ubbiali, MV Agusta 125 Bialbero         |
| 1959 | 250 cc | MV Agusta | 250 Bicilindrica      |         | IOM 3    | DUI -   | NED -   | BEL - | ZWE - | ULS -   | NAT - | 4       | 11e    | Carlo Ubbiali, MV Agusta 250 Bicilindrica     |
| 1959 | 350 cc | Privé     | Norton 40M            |         | IOM 6    | DUI -   | NED -   |       | ZWE - | ULS -   | NAT - | 1       | 16e    | John Surtees, MV Agusta 350 4C                |